# Framing Framers
Framing Framers è un film muto del 1917 diretto da Henri D'Elba o Ferris Hartman.

## Trama
Gordon Travis, giovane giornalista rampante, si trova invischiato nelle manovre di due politici che aspirano ambedue al posto di sindaco. Quando Gordon scopre alcune informazioni compromettenti su uno dei due, Harrison Westfall, quest'ultimo gli manda due energumeni che, dopo averlo minacciato, lo riducono a mal partito, lasciandolo incosciente in mezzo alla strada. Brandon, l'avversario di Westfall, che lo trova così mal ridotto, lo soccorre, ma in realtà non si tratta solo del suo buon cuore. Convinto che ogni vagabondo possa essere ricevuto in società a patto di essere ben vestito e che l'uomo che ha salvato sia un poveraccio, Brandon chiede al giornalista di prestarsi al gioco: Gordon, sotto mentite spoglie, deve corteggiare e conquistare Ruth, la figlia di Westfall, così da mettere poi nei guai il suo rivale politico. Gordon, però, dopo aver conquistato la bella Ruth, spinge i due politici corrotti ad abbandonare la corsa a sindaco, carica alla quale si candida lui stesso, riuscendo a vincere sia le elezioni che una moglie.

## Produzione
Il film fu prodotto dalla Triangle Film Corporation. Girato con diversi titoli di lavorazione (External Circumstances, A Made-to-Order Derelict e Easy Money), il film è stato attribuito da diverse fonti come registi a Ferris Hartman o a Henri D'Elba.

## Distribuzione
Distribuito dalla Triangle Distributing, il film uscì nelle sale cinematografiche degli Stati Uniti il 30 dicembre 1917.

### Conservazione
Non si conoscono copie ancora esistenti della pellicola che viene considerata presumibilmente perduta.